# Lena-Marie Hofmann
Lena-Marie Hofmann (* 3. Februar 1991) ist eine ehemalige deutsche Tennisspielerin.

## Karriere
Hofmann, die mit sieben Jahren das Tennisspielen begonnen hatte, bevorzugte Sandplätze. Sie spielte überwiegend auf Turnieren des ITF Women’s Circuit, bei denen sie drei Titel im Einzel und sechs im Doppel gewann.
Ihr erstes Turnier bei den Profis spielte sie im November 2006 in Ismaning. Ab August 2008 wurde sie in der Weltrangliste geführt. Ihren ersten Turniersieg feierte Hofmann im Mai 2009 bei einem ITF-Turnier auf Fuerteventura, bei dem sie im Finale Georgina García Pérez mit 7:5 und 6:4 besiegte.
In der 2. Tennis-Bundesliga spielte Hofmann 2009, 2010 und 2011 für den TC Grün-Weiss Luitpoldpark München.
Seit Oktober 2016 ist sie auf der Damentour nicht mehr angetreten, in den Ranglisten wird sie nicht mehr geführt.

## Turniersiege

### Einzel
| Nr. | Datum             | Turnier       | Kategorie   | Belag   | Finalgegnerin         | Ergebnis      |
| --- | ----------------- | ------------- | ----------- | ------- | --------------------- | ------------- |
| 1.  | 17. Mai 2009      | Fuerteventura | ITF $10.000 | Teppich | Georgina García Pérez | 7:5, 6:4      |
| 2.  | 8. September 2013 | Sarajevo      | ITF $15.000 | Sand    | Lisa-Maria Moser      | 6:4, 6:2      |
| 3.  | 27. Oktober 2013  | Iraklio       | ITF $10.000 | Teppich | Lisa Sabino           | 6:4, 4:6, 6:0 |

### Doppel
| Nr. | Datum              | Turnier | Kategorie   | Belag             | Partnerin           | Finalgegnerinnen                                  | Ergebnis        |
| --- | ------------------ | ------- | ----------- | ----------------- | ------------------- | ------------------------------------------------- | --------------- |
| 1.  | 30. Januar 2010    | Kaarst  | ITF $10.000 | Hartplatz (Halle) | Nicola Geuer        | Kim Grajdek Syna Kayser                           | 6:4, 6:4        |
| 2.  | 26. September 2010 | Madrid  | ITF $10.000 | Hartplatz         | Janina Toljan       | Laura Apaolaza-Miradevilla Yvonne Cavalle-Reimers | 7:67, 7:5       |
| 3.  | 3. Oktober 2010    | Porto   | ITF $10.000 | Sand              | Ulrikke Eikeri      | Gail Brodsky Alexandra Riley                      | 7:64, 6:75, 6:4 |
| 4.  | 10. Oktober 2010   | Espinho | ITF $10.000 | Sand              | Ulrikke Eikeri      | Barbara Luz Samantha Powers                       | 6:3, 6:1        |
| 5.  | 10. März 2013      | Amiens  | ITF $10.000 | Sand (Halle)      | Isabella Schinikowa | Bernice van de Velde Kelly Versteeg               | 7:65, 6:1       |
| 6.  | 29. September 2013 | Antalya | ITF $10.000 | Sand              | Anna Klasen         | Kamonwan Buayam Barbora Štefková                  | 6:2, 6:2        |